# Зайчики (Вологодская область)
Зайчики — посёлок в Бабушкинском районе Вологодской области.
Входит в состав Рослятинского сельского поселения, с точки зрения административно-территориального деления — в Рослятинский сельсовет.
Расстояние по автодороге до районного центра села имени Бабушкина составляет 88 км, до центра муниципального образования Рослятино — 20 км. Ближайший населённый пункт — Высокая.
Население по данным переписи 2002 года — 598 человек (310 мужчин, 288 женщин). Преобладающая национальность — русские (99 %).